# Vasee

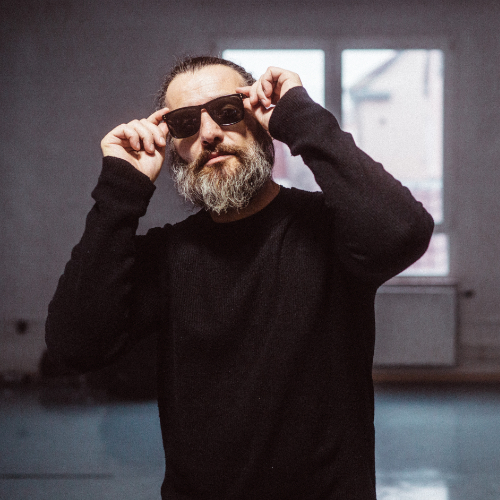
Vasee (2021)

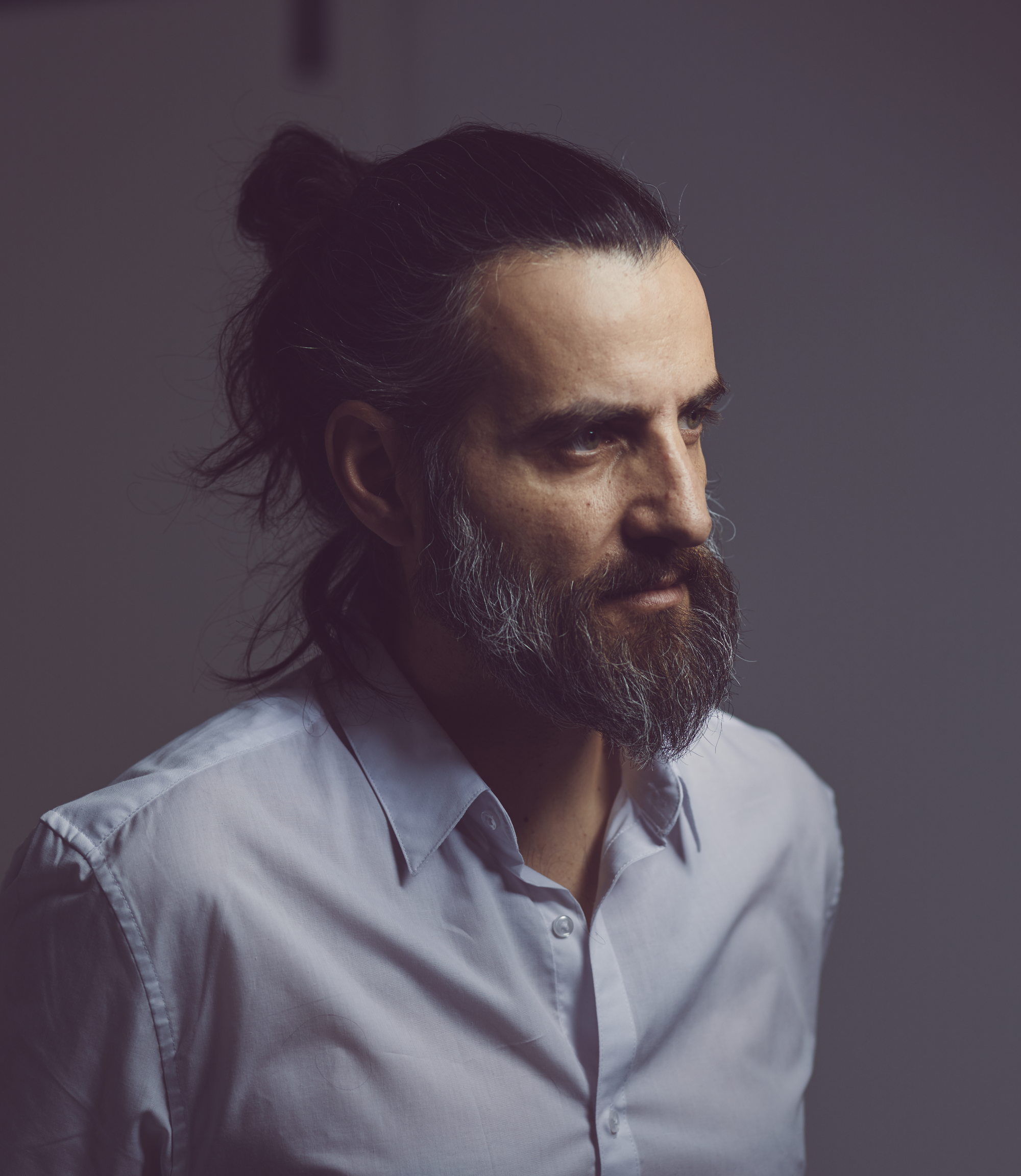
Vasee (2022)

Vasee (bürgerlich Vassilios Parashidis) ist ein deutscher Sänger, Produzent, Autor und Filmemacher griechischer Herkunft aus Reutlingen.

## Biografie
Seit 1998 widmet sich Vasee hauptberuflich der Musik. Auf Tuas Debütalbum Nacht, welches 2005 über Royal Bunker erschien, war Vasee dreimal als Sänger vertreten.
Im Dezember 2007 veröffentlichte der Reutlinger in Eigenregie sein Debütalbum Kapitel 1: Liebe & Licht. Die Musik dazu produzierte Vasee in Zusammenarbeit mit Andreas Rau und weiteren 41 Musikern aus der ganzen Welt, z. B. das Soundsystem Quarto Mundo aus Brasilien oder DJ Yooter aus New York. Als einziger Featuregast ist Tua auf dem Song Was soll ich tun? vertreten. Im April 2010 tritt Vasee gemeinsam mit der Sängerin Cassandra Steen auf. Vasee arbeitet oft mit deutschen Hip-Hop-Musikern zusammen. So war er unter anderem bereits auf Alben von Ahzumjot, Kaas, oder den Orsons vertreten. Zudem war er schon mit Fettes Brot, K.I.Z oder Samy Deluxe auf Deutschland-Tour. Auf der Null Kids Tour von Maeckes ist Vasee mit dem Gitarristen Andreas Rau als Support dabei. Vasee tritt mit seiner Band mehrmals in der JVA Stuttgart Stammheim auf.
2010 wurde Vasee bei den Hiphop.de Awards als „Bester Sänger“ vor Xavier Naidoo und Moe Mitchell gekürt. Sein Album Evigila, mit Tua, bekam den Titel „Bestes Crossover Projekt“. Das HHV-Magazin lobte Evigila in einer Kritik als ein Album, das den Namen „Kunstwerk“ verdiene. Das Hip-Hop-Magazin Juice bewertete Evigila mit vier von möglichen sechs Kronen und lobte die kryptischen Songs wie „Szenen der Wüste“ oder „Roter Luftballon“, die durch starke Bildsprache punkten. Zudem wurde das akribisch durchdachte Konzept und die enorme Detailverliebtheit positiv bewertet.
Im Juni 2011 pilgerte Vasee von Reutlingen nach Venedig, zu Fuß mit Rucksack, Isomatte und Zelt. Die Pilgerreise verarbeitete Vasee zu einer Doku.
Vasee produziert seit 2009 Videos zu Tua´s Musik. Als Filmemacher produzierte Vasee Musikvideos für Tua, Maeckes, Die Orsons, Maxim, Stoppok, Kaas, u. v. m. Aus Musikvideos werden Unternehmensfilme für Agenturen und Marken wie Daimler, Flex, Geka, Elring Klinger und Bosch. 2014 übernahm Vasee, als Autodidakt im Bereich Film- und Audioproduktion, die Schirmherrschaft über die Lazi-Medienakademie. Mit der 9. Klasse der Eduard Spranger Schule gewann Vasee den 2. Platz der Kategorie "Music" eines bundesweiten Youtube-Wettbewerbs unter der Schirmherrschaft von Bundesfamilienministerin Kristina Schröder. Unterstützt wurde das Projekt von zahlreichen Prominenten, darunter die »Fantastischen Vier«, »Silbermond« und Philipp Lahm.
Vasee ist seit 2013 Autor bei Universal Music Publishing. Als Autor schrieb Vasee Lieder für Yvonne Catterfeld, Chefboss und Howard Carpendale.
2018 begleitet Vasee mit seiner Kamera die 3 Musketiere E.V. – Für Menschen in Not an die syrische Grenze, nach Athen und später nach Izmir zu TIAFI einem Community Center für Flüchtlinge. Es entsteht die Dokumentation "Brücken über Grenzen – Grenzen überbrücken" in Zusammenarbeit mit Markus Brandstetter.
Vasee produzierte Ende 2018 für Tua ein Musikvideo zu Vorstadt.

## Diskografie
Alben

| Jahr | Titel Musiklabel           | Höchstplatzierung, Gesamtwochen, AuszeichnungChartplatzierungen (Jahr, Titel, Musiklabel, Platzierungen, Wochen, Auszeichnungen, Anmerkungen, Cover) | Höchstplatzierung, Gesamtwochen, AuszeichnungChartplatzierungen (Jahr, Titel, Musiklabel, Platzierungen, Wochen, Auszeichnungen, Anmerkungen, Cover) | Höchstplatzierung, Gesamtwochen, AuszeichnungChartplatzierungen (Jahr, Titel, Musiklabel, Platzierungen, Wochen, Auszeichnungen, Anmerkungen, Cover) | Anmerkungen                                    | Cover |
| Jahr | Titel Musiklabel           | DE | AT | CH | Anmerkungen                                    | Cover |
| ---- | -------------------------- | --- | --- | --- | ---------------------------------------------- | ----- |
| 2007 | Kapitel 1: Liebe & Licht – | — | — | — | Erstveröffentlichung: 2007                     |       |
| 2010 | Evigila Chimperator        | — | — | — | Erstveröffentlichung: 3. Dezember 2010 mit Tua |       |